# 历洞镇
历洞镇，是中华人民共和国广东省云浮市郁南县下辖的一个乡镇级行政单位。

## 行政区划
历洞镇下辖以下地区：
历洞社区、历洞村、水源村、沙木村、中和村、里城村、旺冲村、磨山村、马留村、内翰村、中里村、农林村和黄梅村。